# Sorkołaz okularowy
Sorkołaz okularowy (Parantechinus apicalis) – gatunek ssaka z podrodziny niełazów (Dasyurinae) w obrębie rodziny niełazowatych (Dasyuridae).

## Taksonomia
Gatunek po raz pierwszy zgodnie z zasadami nazewnictwa binominalnego opisał w 1842 roku angielski zoolog John Edward Gray, nadając mu nazwę Phascogale apicalis. Miejsce typowe to południowo-zachodnia Australia Zachodnia, Australia. Jedyny przedstawiciel rodzaju sorkołaz (Parantechinus) który zdefiniował w 1947 roku amerykański zoolog i botanik George Henry Hamilton Tate.
Rodzaj Parantechinus został utworzony, aby podkreślić odrębność P. apicalis, jednego z trzech gatunków, które pierwotnie zostały sklasyfikowane jako Phascogale na podstawie ich zredukowanych lub nieobecnych czwartych zębów przedtrzonowych (P4) zarówno w szczęce i żuchwie, i ich rozdętych trąbek słuchowych. Później znaczenie zmienności w wielkości P4 zostało odrzucone, a Parantechinus został przeniesiony do Antechinus. Analizy filogenetyczne oparte na danych allozymów potwierdziły, że P. apicalis jest bliżej spokrewniony z Dasyurus niż z Antechinus, wobec czego Parantechinus został ponownie wskrzeszony. Analizy filogenetyczne z XXI wieku z wykorzystaniem mtDNA i nDNA wykazały, że P. apicalis, choć genetycznie odrębny, nie został konsekwentnie uznany za takson siostrzany do występujących na Nowej Gwinei Myoictis lub Dasykaluta rosamondae; nie można jednak odrzucić siostrzanego pokrewieństwa P. apicalis i Pseudantechinus bilarni.
Autorzy Illustrated Checklist of the Mammals of the World uznają ten gatunek za monotypowy.

### Etymologia
- Parantechinus: gr. παρα para ‘blisko, obok’[11]; rodzaj Antechinus Macleay, 1841 (chutliwiec).
- apicalis: nowołac. apicalis ‘wierzchołkowy, z końcówką’, od łac. apex, apicis ‘punkt, koniec’[12].

## Występowanie
Sorkołaz okularowy występuje w południowo-zachodniej Australii, znany tylko z Fitzgerald River National Park w Australii Zachodniej oraz wysp Boullanger i Whitlock. Ssaka tego pomyślnie przeniesiono do proponowanych przez projekt Peniup rezerwatów przyrody: Parku Narodowego Stirling Range i na wyspie Escape Island w zachodniej Australii.

## Morfologia
Długość ciała (bez ogona) samic 14 cm, samców 14,5 cm, długość ogona samic 9,5 cm, samców 10,5–11,5 cm; masa ciała samic 40–73 g, samców 60–125 g.

## Status zagrożenia
W Czerwonej księdze gatunków zagrożonych Międzynarodowej Unii Ochrony Przyrody i Jej Zasobów został zaliczony do kategorii EN (ang. endangered „zagrożony”).